# ペンタメチルシクロペンタジエン
1,2,3,4,5-ペンタメチルシクロペンタジエン (英: 1,2,3,4,5-pentamethylcyclopentadiene, Cp*H) とは、炭化水素、環状ジエンのひとつ。シクロペンタジエンの各炭素上の水素が1個ずつメチル基に置き換わった構造を持つ。本物質は、水素を一つ失った 1,2,3,4,5-ペンタメチルシクロペンタジエニルの前駆体として有機金属化合物の合成に用いられる。その 1,2,3,4,5-ペンタメチルシクロペンタジエニルは Cp* と略記される有用な配位子である。シクロペンタジエンと異なり、ペンタメチルシクロペンタジエンはディールス・アルダー反応により二量化する傾向はない。市販品が入手可能。消防法による第4類危険物 第2石油類に該当する。

## 合成
ペンタメチルシクロペンタジエンの最初の合成例ではチグリンアルデヒド (trans-2-メチル-2-ブテナール) から出発し、2,3,4,5-テトラメチル-2-シクロペンテノンを経由してペンタメチルシクロペンタジエンを得ていた。それに変わる手法として、2分子の2-ブテニルリチウムを酢酸エチルに加えて得たアルコールから、酸触媒により脱水環化させる手法が大量合成法として報告された。
{\displaystyle {\ce {MeCH=C(Li)Me\ + MeC(O)OEt -> (MeCH=C(Me))2C(OLi)Me\ + LiOEt}}}
{\displaystyle {\ce {(MeCH=C(Me))2C(OLi)Me\ +H^{+}\ ->Cp^{\star }H\ +H2O\ +Li^{+}}}}

## Cp*錯体の合成
下式に、{\displaystyle {\ce {Cp^{\star }}}} 錯体を合成する典型例を示す。
{\displaystyle {\ce {Cp^{\star }H\ +C4H9Li->LiCp^{\star }\ +C4H10\uparrow }}}
{\displaystyle {\ce {LiCp^{\star }\ +TiCl4->TiCp^{\star }Cl3\ +LiCl}}}
{\displaystyle {\ce {2Cp^{\star }H\ +2Fe(CO)5->\ [FeCp^{\star }(CO)2]2\ +H2}}}
かつては、ヘキサメチルデュワーベンゼンが良い {\displaystyle {\ce {Cp^{\star }}}} 源として、例えば [RhCp*Cl2]2 の合成で用いられていた。

## Cp*と Cp の比較
シクロペンタジエンから誘導されるシクロペンタジエニル (C5H5, Cp) と比べ、ペンタメチルシクロペンタジエニル (Cp*) には配位子としていくつかの利点がある。Cp* は Cp に比べて電子豊富であるため、電子供与性が高く金属から離れにくい。また、メチル基の立体障害のため錯体に速度論的な安定性をもたらすため、望まない重合や望まない化学種の攻撃を防ぐ。さらに溶解性を高める。